# Herbert Mason
Herbert Mason (Moseley, Birmingham, 1891 – Londra, 20 maggio 1960) è stato un fotografo, regista e produttore cinematografico inglese che collaborò con Alexander Korda.
Durante la seconda Guerra Mondiale operò come fotografo in patria ed a lui si deve una delle più celebri immagini scattate durante il blitz (intensi bombardamenti cui venne sottoposta l'Inghilterra, ed in particolar modo la città di Londra, da parte dell'aviazione tedesca tra il 7 settembre 1940 ed il 16 maggio 1941): St. Paul's Survives in cui si vedeva la cattedrale di Cattedrale di San Paolo intatta circondata dal fumo e dalle distruzioni seguite al grande bombardamento del 29 dicembre 1940.

## Biografia
Nato in Inghilterra, a Birmingham, Herbert Mason proveniva da una famiglia teatrale: sua zia era la celebre attrice shakespeariana Ellen Terry. Il giovane Herbert cominciò la sua carriera di attore a sedici anni. Nel 1920, diventò manager e direttore di scena, allestendo alcuni dei più importanti spettacoli di quegli anni. Con l'avvento del sonoro, si rivolse al cinema, lavorando per la Gaumont in varie vesti, anche come assistente alla regia. Divenne regista nel 1936, dirigendo John Mills. Diresse anche il famoso attore George Arliss poco prima che questi si ritirasse dalle scene.
Della sua carriera come regista cinematografico, in Italia sono conosciuti solo due film: Oriente in rivolta, film d'avventura del 1936, titolo originale His Lordship e L'ospite misterioso un poliziesco del 1938, titolo originale Strange Boarders.

## Filmografia

### Regista
- The First Offence (1936)
- East Meets West (1936)
- Oriente in rivolta (His Lordship) (1936)
- Take My Tip (1937)
- L'ospite misterioso (Strange Boarders) (1938)
- The Silent Battle (1939)
- A Window in London (1940)
- Dr. O'Dowd (1940)
- The Briggs Family (1940)
- Fingers (1941)
- Once a Crook (1941)
- Mr. Proudfoot Shows a Light - cortometraggio (1941)
- Il mio avventuriero (A Yank in the R.A.F.), regia di Henry King - regista delle scene aeree (1941)
- Back-Room Boy (1942)
- The Night Invader (1943)
- It's in the Bag (1944)
- Flight from Folly (1945)

### Produttore
- Things Are Looking Up, regia di Albert de Courville (1938)
- Flight from Folly, regia di Herbert Mason (1941)
- Anna Karenina, regia di Julien Duvivier (1948)
- Time, Gentlemen, Please!, regia di Lewis Gilbert (1952)
- Background, regia di Daniel Birt (1953)
- Conflict of Wings, regia di John Eldridge (1954)
- Child's Play, regia di Margaret Thomson (1954)
- John and Julie, regia di William Fairchild (1955)
- La poltrona vuota (Cast a Dark Shadow), regia di Lewis Gilbert (1955)
- The Blue Peter, regia di Wolf Rilla (1955)